# Wieża wodna w Parku Stryjskim
Wieża wodna w Parku Stryjskim – wieża ciśnień we Lwowie z 1894 roku. Została zbudowana na potrzeby Powszechnej Wystawy Krajowej.
Organizatorzy Powszechnej Wystawy Krajowej musieli zapewnić duże ilości wody do zasilenia zaplanowanej w głównej alei fontanny świetlnej, dla prezentowanego na wystawie bydła, restauracji i kawiarni oraz innych miejsc, w których była ona niezbędna. Fontanna świetlna działała tylko wieczorami. Strumienie wody były podświetlane przy użyciu różnobarwnych kolorowych szkieł. Na potrzeby wystawy wykopano dwie studnie, do których podłączono pompy przesyłające wodę do wieży wodnej. Wodociąg wykonała krakowska firma Zieleniewskich. Sama budowa wieży została ukończona w listopadzie 1893 roku, wtedy też zaczęto montaż zbiornika wodnego.
Autorem projektu był Julian Zachariewicz, dopracował go Michał Łużecki. Budowę prowadzili Jakub Bałaban i Włodzimierz Podhorodecki. W 1894 roku wieża miała 39 m wysokości (18 m część murowana, a 21 m dach mierzony „do chorągiewki”) i 99,58 m² powierzchni. Nie wiadomo, kiedy został zdemontowany dach. Podczas przebudowy w 2017 roku całość została ponownie przykryta dachem, który jednak miał inny kształt od pierwotnego.
Po wojnie, w 1976 roku, w miejscu, gdzie wcześniej mieścił się zbiornik, otwarto kawiarnię. Wtedy też zagospodarowano pozostałe 6 pięter wieży. W 1981 roku w kawiarni wyświetlano z magnetowidu filmy, a wieczorami organizowano dyskotekę. Po upadku ZSRR wieża stała opuszczona. 
We wrześniu 2017 roku w wieży otwarto bar panoramiczny Vezha (pol. „Wieża”). Na parterze umieszczono kuchnię, na kolejnych piętrach znajdują się pomieszczenia wyposażone w ekrany. Można tam oglądać filmy, transmisje sportowe i grać. Z najwyższego piętra, gdzie mieści się bar, można podziwiać panoramę Lwowa.

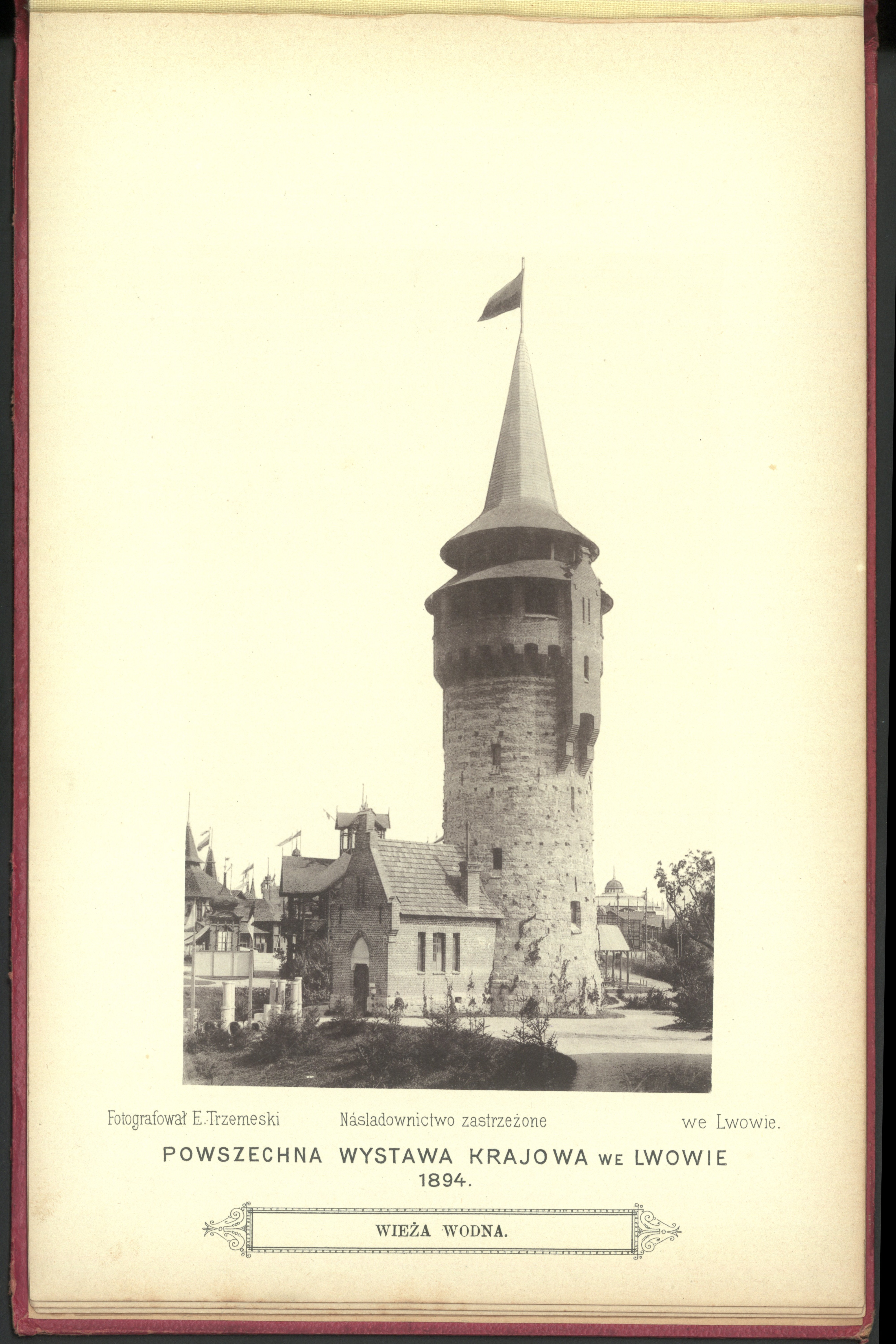
Zdjęcie z albumu „Powszechna Wystawa Krajowa 1894”

W 2017 roku wieża została wpisana do państwowego rejestru zabytków nieruchomych o znaczeniu lokalnym.